# Galerie de L'Effort moderne
La galerie de L'Effort moderne (1910-1941) est une galerie d'art créée par Léonce Rosenberg au 19 rue de La Baume, dans son hôtel particulier à Paris. À l'origine, la galerie s'appelle « galerie Haute Époque », avant d'être renommée « L'Effort Moderne » par son propriétaire en 1918.

## Historique

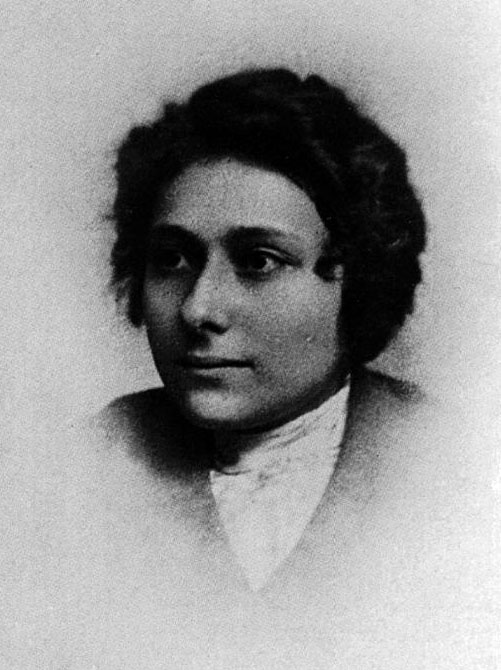
La peintre cubiste María Blanchard y expose à partir de 1919.

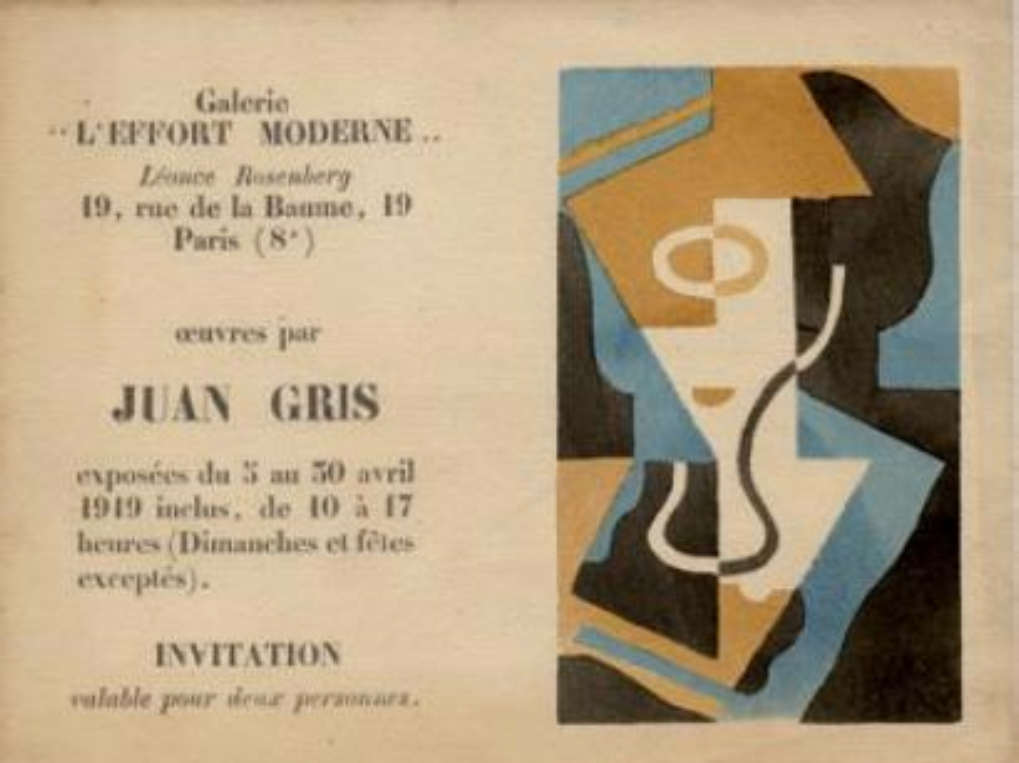
Carton d'invitation à l'exposition Juan Gris, avril 1919.

Frère du marchand d'art Paul Rosenberg et fils d'Alexandre Rosenberg, Léonce Rosenberg est un défenseur acharné du cubisme : il achète des œuvres à Picasso et signe des contrats avec des artistes comme Henri Hayden, Georges Valmier, Gino Severini, Juan Gris, Eugene McCown, Diego Rivera, Jean Metzinger, Albert Gleizes, Henri Laurens, Fernand Léger, Joseph Csaky et d'autres. 
Concernant les artistes féminines, la « galerie Rosenberg », comme on l'appelle également, révèle à partir de 1919 la peintre cubiste María Blanchard.
Après la Grande Guerre, touché par les difficultés économiques, il se retrouve en concurrence avec le grand découvreur Daniel-Henry Kahnweiler ainsi qu'avec son frère Paul, devenu le marchand de Picasso et, plus tard, celui de Braque.
En 1920, les éditions de la galerie publient Le Néo-plasticisme. Principe général de l'Équivalence plastique, un essai de Piet Mondrian.
De janvier 1924 à décembre 1927, il fait connaître ses activités grâce à son Bulletin de L'Effort moderne.
Léonce Rosenberg continue à défendre le cubisme, qui reste à ses yeux l'expression la plus représentative de l'époque tout en s'intéressant à Francis Picabia ou à Giorgio De Chirico.
La galerie de L'Effort moderne ferme définitivement en 1941, par suite des lois antisémites en France occupée.

## Archives
- Fonds Léonce Rosenberg - Galerie de L'Effort moderne (1912-1947) [archives écrites et photographiques ; 49 boîtes].  Cote : LROS 1 - 49. Paris : bibliothèque Kandinsky, centre Georges-Pompidou (présentation en ligne).